# Lenin a l'octubre
Lenin a l'octubre (en rus: Ленин в Октябре, Lenin v oktiabre) és una pel·lícula dramàtica biogràfica soviètica de 1937 dirigida per Mikhaïl Romm i Dmitri Vassíliev i protagonitzada per Borís Sxukin, Nikolai Okhlópkov i Vassili Vanin.
Realitzat com a obra de propaganda del Realisme socialista pel Comitè Estatal de Cinematografia de l'URSS (Goskino) a l'estudi Mosfilm, retrata les activitats de Lenin a l'època de la Revolució d'Octubre. Concretament, explica el seu retorn a Moscou per a una assemblea providencial del Comitè central sobre la revolta, en la qual esclareix les cabòries dels companys de partit i fa front a diversos intents d'assassinat. Totes les escenes de Stalin van ser eliminades a la reedició de 1958. La pel·lícula compta amb una seqüela publicada el 1939 que porta per títol Lenin v 1918 godu. La pel·lícula es va subtitular al català.

## Repartiment
Els principals intèrprets de la pel·lícula van ser:
- Borís Sxukin com a Lenin
- Nikolai Okhlópkov com a Vassili, bolxevic i guardaespatlles de Lenin
- Vassili Vanin com a Matveiev, bolxevic
- Vladímir Pokrovski com a Féliks Dzerjinski
- Nikolai Arski com a Blinov, treballador
- Ielena Xàtrova com a Anna Mikhàilovna
- Klàvdia Korobova com a Nataixa, l'esposa de Vassili
- Nikolai Svobodin com a Valerian Rutkovski, el socialrevolucionari
- Viktor Ganxin com a Júkov, el menxevic
- Vladímir Vladislavski com a Karnaukhov
- Aleksandr Kovalevski com a Aleksandr Kérenski
- Nikolai Sokolov com a Mikhaïl Rodzianko
- Nikolai Txapliguin com a Kirilin
- Ivan Lagutin com a Filimonov
- Semion Goldxtab com a Ióssif Stalin (a la primera versió de la pel·lícula)
- Serguei Tsenin com a Pàvel Maliàntovitx (sense acreditar)
- Anatoli Papànov com a treballador (sense acreditar)

## Producció
Stalin volia una pel·lícula que mostrés la Revolució d'Octubre i els homes responsables d'ella, just a temps per al seu vintè aniversari. Tan aviat com l'escenari d'Aleksei Kàpler va ser aprovat per les màximes autoritats, Lenin a l'octubre es va posar en producció el 10 d'agost, ja a finals d'any. L'únic director disponible era Mikhaïl Romm. Lenin a l'octubre estava preparat per alliberar-se el 7 de novembre, només tres mesos després que comencés el tiroteig.